# 93 Minerva
93 Minerva (mednarodno ime je tudi 93 Minerva) je asteroid v glavnem asteroidnem pasu. Pripada družini asteroidov Gefion. Včasih so celotno družino Gefion po njem imenovali družina Minerva

## Odkritje
Asteroid Minervo  je odkril James Craig Watson 24. avgusta 1867. Asteroid je dobil ime po boginji modrosti Minervi iz rimske mitologije. V grški mitologiji Minervi odgovarja boginja Atena.

## Lastnosti
Spada med asteroide tipa CU (po Tholenovem načinu) in tipa C  (po načinu SMASS) .

## Okultacije
Opazovali so že več okultacij z zvezdami . 
Prvo okultacijo so opazovali v Franciji, Španiji in ZDA 22. novembra 1982. Meritve med potekom okultacije so omogočile oceno premera asteroida na ~170 km. Od takrat so opazovali še dve okultaciji, ki pa sta dali za premer asteroida samo ~150 km.